# Campo de aviación
Campo de aviación, zona del terreno donde se realiza el despegue y aterrizaje de aeronaves. Por regla general cuando se usa estos términos se refieren a un lugar sin mucha infraestructura, frecuentemente una simple explanada donde las aeronaves aterrizan aproadas a la dirección del viento y donde, como mucho puede encontrarse una manga de viento.
Sin embargo, este nombre se utiliza como sinónimo de aeródromo y de aeropuerto en el lenguaje común, siendo las diferencias entre unos y otros el nivel de infraestructuras de ayuda para el vuelo y hangaraje de las aeronaves.
Los primeros aviadores utilizaron para sus vuelos explanadas con las dimensiones suficientes para la carrera de despegue de sus aerodinos preferentemente despejados de obstáculos elevados en la dirección del viento dominante, para evitar que un ángulo de elevación poco pronunciado que podría ser ocasionado por una potencia insuficiente del motor o un sobrepeso de la aeronave pudieran derivar en una colisión con los mencionados obstáculos.
De esta forma hipódromos, parques o simples prados o descampados fueron los primeros campos de aviación improvisados.
Con el inicio de las actividades económicas relacionadas con la aviación las compañías comerciales o las escuelas sintieron la necesidad de contar con instalaciones para su uso exclusivo evitando al propio tiempo el peligro de interferencias por parte de otros posibles usuarios.
Las primeras aerolíneas como la fundada por Pierre-Georges Latécoère, cuando establecieron sus primeras rutas, se vieron en la obligación de llegar a acuerdos con propietarios de campos de aviación existentes o crear los suyos propios para establecer allí las estaciones de parada de sus vuelos ya que en aquellos tiempos la autonomía de las aeronaves era limitada y los vuelos se realizaban por etapas.
En la actualidad un Campo de aviación se describe como: una pista no asfaltada y como mucho una manga de viento